# Annascaul
Annascaul, ou Anascaul, (Abhainn an Scáil em irlandês) é uma vila no Condado de Kerry, Irlanda. Em 2002 possuía uma população de  202 habitantes. 

## Geografia
Annascaul localiza-se na parte sul do sopé das montanhas  Slieve Mish e está localizada na rodovia N86, entre Tralee e Dingle, na península Dingle. E a cidade natal de Tom Crean, explorador da Antartica.